# پادشاه کولی‌ها (فیلم)
پادشاه کولی‌ها (به انگلیسی: King of the Gypsies) فیلمی محصول سال ۱۹۷۸ و به کارگردانی فرانک پیرسون است. در این فیلم بازیگرانی همچون اریک رابرتس، استرلینگ هایدن، شلی وینترز، سوزان ساراندون، بروک شیلدز، انت اوتول، جاد هیرش، دنیل بریزبوآ، آنی پاتس، مایکل وی. گازو، ماتیو لابورتو و فایت مینتون ایفای نقش کرده‌اند.